# Мыза-Тестово
Мыза-Тестово — деревня в Устюженском районе Вологодской области.
Входит в состав Сошневского сельского поселения, с точки зрения административно-территориального деления — в Сошневский сельсовет.
Расположена на трассе Р84. Расстояние по автодороге до районного центра Устюжны — 6 км, до центра муниципального образования деревни Соболево — 1 км. Ближайшие населённые пункты — Остров, Раменье, Дора.
Население по данным переписи 2002 года — 10 человек.